# Вентури тема
Те́ма Вентури — тема в шаховій композиції. Суть теми — вступним ходом білі перекривають зв'язану чорну фігуру і використовують це перекриття в варіантах, крім загроз.

## Історія
Цю ідею запропонував у 1949 році шаховий композитор Хосе Вентура.
В чорних зв'язана лінійна фігура. Білі вступним ходом створюють загрозу, використовуючи цю зв'язку, при цьому виключають цю фігуру з певної лінії. Чорні захищаються від загрози, розв'язуючи тематичну фігуру, але виникають мати з використанням перекриття цієї чорної фігури. Тематичне перекриття не може бути використано в загрозі.
Ідея дістала назву — тема Вентури.
|   | a | b | c | d | e | f | g | h |   |
| 8 | b8 чорний слон · e8 білий король · d7 чорний пішак · h7 білий кінь · a6 біла тура · d6 чорний ферзь · e6 чорний король · g6 чорний пішак · h6 чорний пішак · f5 чорна тура · c4 білий пішак · d4 чорний кінь · e4 білий пішак · f4 чорний пішак · d3 білий кінь · e3 чорний кінь · h3 білий слон · b2 білий слон · e1 біла тура | b8 чорний слон · e8 білий король · d7 чорний пішак · h7 білий кінь · a6 біла тура · d6 чорний ферзь · e6 чорний король · g6 чорний пішак · h6 чорний пішак · f5 чорна тура · c4 білий пішак · d4 чорний кінь · e4 білий пішак · f4 чорний пішак · d3 білий кінь · e3 чорний кінь · h3 білий слон · b2 білий слон · e1 біла тура | b8 чорний слон · e8 білий король · d7 чорний пішак · h7 білий кінь · a6 біла тура · d6 чорний ферзь · e6 чорний король · g6 чорний пішак · h6 чорний пішак · f5 чорна тура · c4 білий пішак · d4 чорний кінь · e4 білий пішак · f4 чорний пішак · d3 білий кінь · e3 чорний кінь · h3 білий слон · b2 білий слон · e1 біла тура | b8 чорний слон · e8 білий король · d7 чорний пішак · h7 білий кінь · a6 біла тура · d6 чорний ферзь · e6 чорний король · g6 чорний пішак · h6 чорний пішак · f5 чорна тура · c4 білий пішак · d4 чорний кінь · e4 білий пішак · f4 чорний пішак · d3 білий кінь · e3 чорний кінь · h3 білий слон · b2 білий слон · e1 біла тура | b8 чорний слон · e8 білий король · d7 чорний пішак · h7 білий кінь · a6 біла тура · d6 чорний ферзь · e6 чорний король · g6 чорний пішак · h6 чорний пішак · f5 чорна тура · c4 білий пішак · d4 чорний кінь · e4 білий пішак · f4 чорний пішак · d3 білий кінь · e3 чорний кінь · h3 білий слон · b2 білий слон · e1 біла тура | b8 чорний слон · e8 білий король · d7 чорний пішак · h7 білий кінь · a6 біла тура · d6 чорний ферзь · e6 чорний король · g6 чорний пішак · h6 чорний пішак · f5 чорна тура · c4 білий пішак · d4 чорний кінь · e4 білий пішак · f4 чорний пішак · d3 білий кінь · e3 чорний кінь · h3 білий слон · b2 білий слон · e1 біла тура | b8 чорний слон · e8 білий король · d7 чорний пішак · h7 білий кінь · a6 біла тура · d6 чорний ферзь · e6 чорний король · g6 чорний пішак · h6 чорний пішак · f5 чорна тура · c4 білий пішак · d4 чорний кінь · e4 білий пішак · f4 чорний пішак · d3 білий кінь · e3 чорний кінь · h3 білий слон · b2 білий слон · e1 біла тура | b8 чорний слон · e8 білий король · d7 чорний пішак · h7 білий кінь · a6 біла тура · d6 чорний ферзь · e6 чорний король · g6 чорний пішак · h6 чорний пішак · f5 чорна тура · c4 білий пішак · d4 чорний кінь · e4 білий пішак · f4 чорний пішак · d3 білий кінь · e3 чорний кінь · h3 білий слон · b2 білий слон · e1 біла тура | 8 |
| 7 | b8 чорний слон · e8 білий король · d7 чорний пішак · h7 білий кінь · a6 біла тура · d6 чорний ферзь · e6 чорний король · g6 чорний пішак · h6 чорний пішак · f5 чорна тура · c4 білий пішак · d4 чорний кінь · e4 білий пішак · f4 чорний пішак · d3 білий кінь · e3 чорний кінь · h3 білий слон · b2 білий слон · e1 біла тура | b8 чорний слон · e8 білий король · d7 чорний пішак · h7 білий кінь · a6 біла тура · d6 чорний ферзь · e6 чорний король · g6 чорний пішак · h6 чорний пішак · f5 чорна тура · c4 білий пішак · d4 чорний кінь · e4 білий пішак · f4 чорний пішак · d3 білий кінь · e3 чорний кінь · h3 білий слон · b2 білий слон · e1 біла тура | b8 чорний слон · e8 білий король · d7 чорний пішак · h7 білий кінь · a6 біла тура · d6 чорний ферзь · e6 чорний король · g6 чорний пішак · h6 чорний пішак · f5 чорна тура · c4 білий пішак · d4 чорний кінь · e4 білий пішак · f4 чорний пішак · d3 білий кінь · e3 чорний кінь · h3 білий слон · b2 білий слон · e1 біла тура | b8 чорний слон · e8 білий король · d7 чорний пішак · h7 білий кінь · a6 біла тура · d6 чорний ферзь · e6 чорний король · g6 чорний пішак · h6 чорний пішак · f5 чорна тура · c4 білий пішак · d4 чорний кінь · e4 білий пішак · f4 чорний пішак · d3 білий кінь · e3 чорний кінь · h3 білий слон · b2 білий слон · e1 біла тура | b8 чорний слон · e8 білий король · d7 чорний пішак · h7 білий кінь · a6 біла тура · d6 чорний ферзь · e6 чорний король · g6 чорний пішак · h6 чорний пішак · f5 чорна тура · c4 білий пішак · d4 чорний кінь · e4 білий пішак · f4 чорний пішак · d3 білий кінь · e3 чорний кінь · h3 білий слон · b2 білий слон · e1 біла тура | b8 чорний слон · e8 білий король · d7 чорний пішак · h7 білий кінь · a6 біла тура · d6 чорний ферзь · e6 чорний король · g6 чорний пішак · h6 чорний пішак · f5 чорна тура · c4 білий пішак · d4 чорний кінь · e4 білий пішак · f4 чорний пішак · d3 білий кінь · e3 чорний кінь · h3 білий слон · b2 білий слон · e1 біла тура | b8 чорний слон · e8 білий король · d7 чорний пішак · h7 білий кінь · a6 біла тура · d6 чорний ферзь · e6 чорний король · g6 чорний пішак · h6 чорний пішак · f5 чорна тура · c4 білий пішак · d4 чорний кінь · e4 білий пішак · f4 чорний пішак · d3 білий кінь · e3 чорний кінь · h3 білий слон · b2 білий слон · e1 біла тура | b8 чорний слон · e8 білий король · d7 чорний пішак · h7 білий кінь · a6 біла тура · d6 чорний ферзь · e6 чорний король · g6 чорний пішак · h6 чорний пішак · f5 чорна тура · c4 білий пішак · d4 чорний кінь · e4 білий пішак · f4 чорний пішак · d3 білий кінь · e3 чорний кінь · h3 білий слон · b2 білий слон · e1 біла тура | 7 |
| 6 | b8 чорний слон · e8 білий король · d7 чорний пішак · h7 білий кінь · a6 біла тура · d6 чорний ферзь · e6 чорний король · g6 чорний пішак · h6 чорний пішак · f5 чорна тура · c4 білий пішак · d4 чорний кінь · e4 білий пішак · f4 чорний пішак · d3 білий кінь · e3 чорний кінь · h3 білий слон · b2 білий слон · e1 біла тура | b8 чорний слон · e8 білий король · d7 чорний пішак · h7 білий кінь · a6 біла тура · d6 чорний ферзь · e6 чорний король · g6 чорний пішак · h6 чорний пішак · f5 чорна тура · c4 білий пішак · d4 чорний кінь · e4 білий пішак · f4 чорний пішак · d3 білий кінь · e3 чорний кінь · h3 білий слон · b2 білий слон · e1 біла тура | b8 чорний слон · e8 білий король · d7 чорний пішак · h7 білий кінь · a6 біла тура · d6 чорний ферзь · e6 чорний король · g6 чорний пішак · h6 чорний пішак · f5 чорна тура · c4 білий пішак · d4 чорний кінь · e4 білий пішак · f4 чорний пішак · d3 білий кінь · e3 чорний кінь · h3 білий слон · b2 білий слон · e1 біла тура | b8 чорний слон · e8 білий король · d7 чорний пішак · h7 білий кінь · a6 біла тура · d6 чорний ферзь · e6 чорний король · g6 чорний пішак · h6 чорний пішак · f5 чорна тура · c4 білий пішак · d4 чорний кінь · e4 білий пішак · f4 чорний пішак · d3 білий кінь · e3 чорний кінь · h3 білий слон · b2 білий слон · e1 біла тура | b8 чорний слон · e8 білий король · d7 чорний пішак · h7 білий кінь · a6 біла тура · d6 чорний ферзь · e6 чорний король · g6 чорний пішак · h6 чорний пішак · f5 чорна тура · c4 білий пішак · d4 чорний кінь · e4 білий пішак · f4 чорний пішак · d3 білий кінь · e3 чорний кінь · h3 білий слон · b2 білий слон · e1 біла тура | b8 чорний слон · e8 білий король · d7 чорний пішак · h7 білий кінь · a6 біла тура · d6 чорний ферзь · e6 чорний король · g6 чорний пішак · h6 чорний пішак · f5 чорна тура · c4 білий пішак · d4 чорний кінь · e4 білий пішак · f4 чорний пішак · d3 білий кінь · e3 чорний кінь · h3 білий слон · b2 білий слон · e1 біла тура | b8 чорний слон · e8 білий король · d7 чорний пішак · h7 білий кінь · a6 біла тура · d6 чорний ферзь · e6 чорний король · g6 чорний пішак · h6 чорний пішак · f5 чорна тура · c4 білий пішак · d4 чорний кінь · e4 білий пішак · f4 чорний пішак · d3 білий кінь · e3 чорний кінь · h3 білий слон · b2 білий слон · e1 біла тура | b8 чорний слон · e8 білий король · d7 чорний пішак · h7 білий кінь · a6 біла тура · d6 чорний ферзь · e6 чорний король · g6 чорний пішак · h6 чорний пішак · f5 чорна тура · c4 білий пішак · d4 чорний кінь · e4 білий пішак · f4 чорний пішак · d3 білий кінь · e3 чорний кінь · h3 білий слон · b2 білий слон · e1 біла тура | 6 |
| 5 | b8 чорний слон · e8 білий король · d7 чорний пішак · h7 білий кінь · a6 біла тура · d6 чорний ферзь · e6 чорний король · g6 чорний пішак · h6 чорний пішак · f5 чорна тура · c4 білий пішак · d4 чорний кінь · e4 білий пішак · f4 чорний пішак · d3 білий кінь · e3 чорний кінь · h3 білий слон · b2 білий слон · e1 біла тура | b8 чорний слон · e8 білий король · d7 чорний пішак · h7 білий кінь · a6 біла тура · d6 чорний ферзь · e6 чорний король · g6 чорний пішак · h6 чорний пішак · f5 чорна тура · c4 білий пішак · d4 чорний кінь · e4 білий пішак · f4 чорний пішак · d3 білий кінь · e3 чорний кінь · h3 білий слон · b2 білий слон · e1 біла тура | b8 чорний слон · e8 білий король · d7 чорний пішак · h7 білий кінь · a6 біла тура · d6 чорний ферзь · e6 чорний король · g6 чорний пішак · h6 чорний пішак · f5 чорна тура · c4 білий пішак · d4 чорний кінь · e4 білий пішак · f4 чорний пішак · d3 білий кінь · e3 чорний кінь · h3 білий слон · b2 білий слон · e1 біла тура | b8 чорний слон · e8 білий король · d7 чорний пішак · h7 білий кінь · a6 біла тура · d6 чорний ферзь · e6 чорний король · g6 чорний пішак · h6 чорний пішак · f5 чорна тура · c4 білий пішак · d4 чорний кінь · e4 білий пішак · f4 чорний пішак · d3 білий кінь · e3 чорний кінь · h3 білий слон · b2 білий слон · e1 біла тура | b8 чорний слон · e8 білий король · d7 чорний пішак · h7 білий кінь · a6 біла тура · d6 чорний ферзь · e6 чорний король · g6 чорний пішак · h6 чорний пішак · f5 чорна тура · c4 білий пішак · d4 чорний кінь · e4 білий пішак · f4 чорний пішак · d3 білий кінь · e3 чорний кінь · h3 білий слон · b2 білий слон · e1 біла тура | b8 чорний слон · e8 білий король · d7 чорний пішак · h7 білий кінь · a6 біла тура · d6 чорний ферзь · e6 чорний король · g6 чорний пішак · h6 чорний пішак · f5 чорна тура · c4 білий пішак · d4 чорний кінь · e4 білий пішак · f4 чорний пішак · d3 білий кінь · e3 чорний кінь · h3 білий слон · b2 білий слон · e1 біла тура | b8 чорний слон · e8 білий король · d7 чорний пішак · h7 білий кінь · a6 біла тура · d6 чорний ферзь · e6 чорний король · g6 чорний пішак · h6 чорний пішак · f5 чорна тура · c4 білий пішак · d4 чорний кінь · e4 білий пішак · f4 чорний пішак · d3 білий кінь · e3 чорний кінь · h3 білий слон · b2 білий слон · e1 біла тура | b8 чорний слон · e8 білий король · d7 чорний пішак · h7 білий кінь · a6 біла тура · d6 чорний ферзь · e6 чорний король · g6 чорний пішак · h6 чорний пішак · f5 чорна тура · c4 білий пішак · d4 чорний кінь · e4 білий пішак · f4 чорний пішак · d3 білий кінь · e3 чорний кінь · h3 білий слон · b2 білий слон · e1 біла тура | 5 |
| 4 | b8 чорний слон · e8 білий король · d7 чорний пішак · h7 білий кінь · a6 біла тура · d6 чорний ферзь · e6 чорний король · g6 чорний пішак · h6 чорний пішак · f5 чорна тура · c4 білий пішак · d4 чорний кінь · e4 білий пішак · f4 чорний пішак · d3 білий кінь · e3 чорний кінь · h3 білий слон · b2 білий слон · e1 біла тура | b8 чорний слон · e8 білий король · d7 чорний пішак · h7 білий кінь · a6 біла тура · d6 чорний ферзь · e6 чорний король · g6 чорний пішак · h6 чорний пішак · f5 чорна тура · c4 білий пішак · d4 чорний кінь · e4 білий пішак · f4 чорний пішак · d3 білий кінь · e3 чорний кінь · h3 білий слон · b2 білий слон · e1 біла тура | b8 чорний слон · e8 білий король · d7 чорний пішак · h7 білий кінь · a6 біла тура · d6 чорний ферзь · e6 чорний король · g6 чорний пішак · h6 чорний пішак · f5 чорна тура · c4 білий пішак · d4 чорний кінь · e4 білий пішак · f4 чорний пішак · d3 білий кінь · e3 чорний кінь · h3 білий слон · b2 білий слон · e1 біла тура | b8 чорний слон · e8 білий король · d7 чорний пішак · h7 білий кінь · a6 біла тура · d6 чорний ферзь · e6 чорний король · g6 чорний пішак · h6 чорний пішак · f5 чорна тура · c4 білий пішак · d4 чорний кінь · e4 білий пішак · f4 чорний пішак · d3 білий кінь · e3 чорний кінь · h3 білий слон · b2 білий слон · e1 біла тура | b8 чорний слон · e8 білий король · d7 чорний пішак · h7 білий кінь · a6 біла тура · d6 чорний ферзь · e6 чорний король · g6 чорний пішак · h6 чорний пішак · f5 чорна тура · c4 білий пішак · d4 чорний кінь · e4 білий пішак · f4 чорний пішак · d3 білий кінь · e3 чорний кінь · h3 білий слон · b2 білий слон · e1 біла тура | b8 чорний слон · e8 білий король · d7 чорний пішак · h7 білий кінь · a6 біла тура · d6 чорний ферзь · e6 чорний король · g6 чорний пішак · h6 чорний пішак · f5 чорна тура · c4 білий пішак · d4 чорний кінь · e4 білий пішак · f4 чорний пішак · d3 білий кінь · e3 чорний кінь · h3 білий слон · b2 білий слон · e1 біла тура | b8 чорний слон · e8 білий король · d7 чорний пішак · h7 білий кінь · a6 біла тура · d6 чорний ферзь · e6 чорний король · g6 чорний пішак · h6 чорний пішак · f5 чорна тура · c4 білий пішак · d4 чорний кінь · e4 білий пішак · f4 чорний пішак · d3 білий кінь · e3 чорний кінь · h3 білий слон · b2 білий слон · e1 біла тура | b8 чорний слон · e8 білий король · d7 чорний пішак · h7 білий кінь · a6 біла тура · d6 чорний ферзь · e6 чорний король · g6 чорний пішак · h6 чорний пішак · f5 чорна тура · c4 білий пішак · d4 чорний кінь · e4 білий пішак · f4 чорний пішак · d3 білий кінь · e3 чорний кінь · h3 білий слон · b2 білий слон · e1 біла тура | 4 |
| 3 | b8 чорний слон · e8 білий король · d7 чорний пішак · h7 білий кінь · a6 біла тура · d6 чорний ферзь · e6 чорний король · g6 чорний пішак · h6 чорний пішак · f5 чорна тура · c4 білий пішак · d4 чорний кінь · e4 білий пішак · f4 чорний пішак · d3 білий кінь · e3 чорний кінь · h3 білий слон · b2 білий слон · e1 біла тура | b8 чорний слон · e8 білий король · d7 чорний пішак · h7 білий кінь · a6 біла тура · d6 чорний ферзь · e6 чорний король · g6 чорний пішак · h6 чорний пішак · f5 чорна тура · c4 білий пішак · d4 чорний кінь · e4 білий пішак · f4 чорний пішак · d3 білий кінь · e3 чорний кінь · h3 білий слон · b2 білий слон · e1 біла тура | b8 чорний слон · e8 білий король · d7 чорний пішак · h7 білий кінь · a6 біла тура · d6 чорний ферзь · e6 чорний король · g6 чорний пішак · h6 чорний пішак · f5 чорна тура · c4 білий пішак · d4 чорний кінь · e4 білий пішак · f4 чорний пішак · d3 білий кінь · e3 чорний кінь · h3 білий слон · b2 білий слон · e1 біла тура | b8 чорний слон · e8 білий король · d7 чорний пішак · h7 білий кінь · a6 біла тура · d6 чорний ферзь · e6 чорний король · g6 чорний пішак · h6 чорний пішак · f5 чорна тура · c4 білий пішак · d4 чорний кінь · e4 білий пішак · f4 чорний пішак · d3 білий кінь · e3 чорний кінь · h3 білий слон · b2 білий слон · e1 біла тура | b8 чорний слон · e8 білий король · d7 чорний пішак · h7 білий кінь · a6 біла тура · d6 чорний ферзь · e6 чорний король · g6 чорний пішак · h6 чорний пішак · f5 чорна тура · c4 білий пішак · d4 чорний кінь · e4 білий пішак · f4 чорний пішак · d3 білий кінь · e3 чорний кінь · h3 білий слон · b2 білий слон · e1 біла тура | b8 чорний слон · e8 білий король · d7 чорний пішак · h7 білий кінь · a6 біла тура · d6 чорний ферзь · e6 чорний король · g6 чорний пішак · h6 чорний пішак · f5 чорна тура · c4 білий пішак · d4 чорний кінь · e4 білий пішак · f4 чорний пішак · d3 білий кінь · e3 чорний кінь · h3 білий слон · b2 білий слон · e1 біла тура | b8 чорний слон · e8 білий король · d7 чорний пішак · h7 білий кінь · a6 біла тура · d6 чорний ферзь · e6 чорний король · g6 чорний пішак · h6 чорний пішак · f5 чорна тура · c4 білий пішак · d4 чорний кінь · e4 білий пішак · f4 чорний пішак · d3 білий кінь · e3 чорний кінь · h3 білий слон · b2 білий слон · e1 біла тура | b8 чорний слон · e8 білий король · d7 чорний пішак · h7 білий кінь · a6 біла тура · d6 чорний ферзь · e6 чорний король · g6 чорний пішак · h6 чорний пішак · f5 чорна тура · c4 білий пішак · d4 чорний кінь · e4 білий пішак · f4 чорний пішак · d3 білий кінь · e3 чорний кінь · h3 білий слон · b2 білий слон · e1 біла тура | 3 |
| 2 | b8 чорний слон · e8 білий король · d7 чорний пішак · h7 білий кінь · a6 біла тура · d6 чорний ферзь · e6 чорний король · g6 чорний пішак · h6 чорний пішак · f5 чорна тура · c4 білий пішак · d4 чорний кінь · e4 білий пішак · f4 чорний пішак · d3 білий кінь · e3 чорний кінь · h3 білий слон · b2 білий слон · e1 біла тура | b8 чорний слон · e8 білий король · d7 чорний пішак · h7 білий кінь · a6 біла тура · d6 чорний ферзь · e6 чорний король · g6 чорний пішак · h6 чорний пішак · f5 чорна тура · c4 білий пішак · d4 чорний кінь · e4 білий пішак · f4 чорний пішак · d3 білий кінь · e3 чорний кінь · h3 білий слон · b2 білий слон · e1 біла тура | b8 чорний слон · e8 білий король · d7 чорний пішак · h7 білий кінь · a6 біла тура · d6 чорний ферзь · e6 чорний король · g6 чорний пішак · h6 чорний пішак · f5 чорна тура · c4 білий пішак · d4 чорний кінь · e4 білий пішак · f4 чорний пішак · d3 білий кінь · e3 чорний кінь · h3 білий слон · b2 білий слон · e1 біла тура | b8 чорний слон · e8 білий король · d7 чорний пішак · h7 білий кінь · a6 біла тура · d6 чорний ферзь · e6 чорний король · g6 чорний пішак · h6 чорний пішак · f5 чорна тура · c4 білий пішак · d4 чорний кінь · e4 білий пішак · f4 чорний пішак · d3 білий кінь · e3 чорний кінь · h3 білий слон · b2 білий слон · e1 біла тура | b8 чорний слон · e8 білий король · d7 чорний пішак · h7 білий кінь · a6 біла тура · d6 чорний ферзь · e6 чорний король · g6 чорний пішак · h6 чорний пішак · f5 чорна тура · c4 білий пішак · d4 чорний кінь · e4 білий пішак · f4 чорний пішак · d3 білий кінь · e3 чорний кінь · h3 білий слон · b2 білий слон · e1 біла тура | b8 чорний слон · e8 білий король · d7 чорний пішак · h7 білий кінь · a6 біла тура · d6 чорний ферзь · e6 чорний король · g6 чорний пішак · h6 чорний пішак · f5 чорна тура · c4 білий пішак · d4 чорний кінь · e4 білий пішак · f4 чорний пішак · d3 білий кінь · e3 чорний кінь · h3 білий слон · b2 білий слон · e1 біла тура | b8 чорний слон · e8 білий король · d7 чорний пішак · h7 білий кінь · a6 біла тура · d6 чорний ферзь · e6 чорний король · g6 чорний пішак · h6 чорний пішак · f5 чорна тура · c4 білий пішак · d4 чорний кінь · e4 білий пішак · f4 чорний пішак · d3 білий кінь · e3 чорний кінь · h3 білий слон · b2 білий слон · e1 біла тура | b8 чорний слон · e8 білий король · d7 чорний пішак · h7 білий кінь · a6 біла тура · d6 чорний ферзь · e6 чорний король · g6 чорний пішак · h6 чорний пішак · f5 чорна тура · c4 білий пішак · d4 чорний кінь · e4 білий пішак · f4 чорний пішак · d3 білий кінь · e3 чорний кінь · h3 білий слон · b2 білий слон · e1 біла тура | 2 |
| 1 | b8 чорний слон · e8 білий король · d7 чорний пішак · h7 білий кінь · a6 біла тура · d6 чорний ферзь · e6 чорний король · g6 чорний пішак · h6 чорний пішак · f5 чорна тура · c4 білий пішак · d4 чорний кінь · e4 білий пішак · f4 чорний пішак · d3 білий кінь · e3 чорний кінь · h3 білий слон · b2 білий слон · e1 біла тура | b8 чорний слон · e8 білий король · d7 чорний пішак · h7 білий кінь · a6 біла тура · d6 чорний ферзь · e6 чорний король · g6 чорний пішак · h6 чорний пішак · f5 чорна тура · c4 білий пішак · d4 чорний кінь · e4 білий пішак · f4 чорний пішак · d3 білий кінь · e3 чорний кінь · h3 білий слон · b2 білий слон · e1 біла тура | b8 чорний слон · e8 білий король · d7 чорний пішак · h7 білий кінь · a6 біла тура · d6 чорний ферзь · e6 чорний король · g6 чорний пішак · h6 чорний пішак · f5 чорна тура · c4 білий пішак · d4 чорний кінь · e4 білий пішак · f4 чорний пішак · d3 білий кінь · e3 чорний кінь · h3 білий слон · b2 білий слон · e1 біла тура | b8 чорний слон · e8 білий король · d7 чорний пішак · h7 білий кінь · a6 біла тура · d6 чорний ферзь · e6 чорний король · g6 чорний пішак · h6 чорний пішак · f5 чорна тура · c4 білий пішак · d4 чорний кінь · e4 білий пішак · f4 чорний пішак · d3 білий кінь · e3 чорний кінь · h3 білий слон · b2 білий слон · e1 біла тура | b8 чорний слон · e8 білий король · d7 чорний пішак · h7 білий кінь · a6 біла тура · d6 чорний ферзь · e6 чорний король · g6 чорний пішак · h6 чорний пішак · f5 чорна тура · c4 білий пішак · d4 чорний кінь · e4 білий пішак · f4 чорний пішак · d3 білий кінь · e3 чорний кінь · h3 білий слон · b2 білий слон · e1 біла тура | b8 чорний слон · e8 білий король · d7 чорний пішак · h7 білий кінь · a6 біла тура · d6 чорний ферзь · e6 чорний король · g6 чорний пішак · h6 чорний пішак · f5 чорна тура · c4 білий пішак · d4 чорний кінь · e4 білий пішак · f4 чорний пішак · d3 білий кінь · e3 чорний кінь · h3 білий слон · b2 білий слон · e1 біла тура | b8 чорний слон · e8 білий король · d7 чорний пішак · h7 білий кінь · a6 біла тура · d6 чорний ферзь · e6 чорний король · g6 чорний пішак · h6 чорний пішак · f5 чорна тура · c4 білий пішак · d4 чорний кінь · e4 білий пішак · f4 чорний пішак · d3 білий кінь · e3 чорний кінь · h3 білий слон · b2 білий слон · e1 біла тура | b8 чорний слон · e8 білий король · d7 чорний пішак · h7 білий кінь · a6 біла тура · d6 чорний ферзь · e6 чорний король · g6 чорний пішак · h6 чорний пішак · f5 чорна тура · c4 білий пішак · d4 чорний кінь · e4 білий пішак · f4 чорний пішак · d3 білий кінь · e3 чорний кінь · h3 білий слон · b2 білий слон · e1 біла тура | 1 |
|   | a | b | c | d | e | f | g | h |   |

FEN: 1b2K3/3p3N/R2qk1pp/5r2/2PnPp2/3Nn2B/1B6/4R3
1. e5! ~ 2. Sf8#
1. ... Sc6 2. Sxf4#
- — - — - — -
1. ... Sg4 2. Sc5#
|   | a | b | c | d | e | f | g | h |   |
| 8 | b8 чорна тура · c7 білий ферзь · e7 чорний слон · a6 чорний пішак · a5 білий пішак · c5 чорний пішак · d5 біла тура · a4 чорний пішак · b4 чорний король · e4 чорний ферзь · h4 біла тура · a3 білий кінь · c3 білий кінь · g3 чорний кінь · a2 білий король · d2 білий пішак | b8 чорна тура · c7 білий ферзь · e7 чорний слон · a6 чорний пішак · a5 білий пішак · c5 чорний пішак · d5 біла тура · a4 чорний пішак · b4 чорний король · e4 чорний ферзь · h4 біла тура · a3 білий кінь · c3 білий кінь · g3 чорний кінь · a2 білий король · d2 білий пішак | b8 чорна тура · c7 білий ферзь · e7 чорний слон · a6 чорний пішак · a5 білий пішак · c5 чорний пішак · d5 біла тура · a4 чорний пішак · b4 чорний король · e4 чорний ферзь · h4 біла тура · a3 білий кінь · c3 білий кінь · g3 чорний кінь · a2 білий король · d2 білий пішак | b8 чорна тура · c7 білий ферзь · e7 чорний слон · a6 чорний пішак · a5 білий пішак · c5 чорний пішак · d5 біла тура · a4 чорний пішак · b4 чорний король · e4 чорний ферзь · h4 біла тура · a3 білий кінь · c3 білий кінь · g3 чорний кінь · a2 білий король · d2 білий пішак | b8 чорна тура · c7 білий ферзь · e7 чорний слон · a6 чорний пішак · a5 білий пішак · c5 чорний пішак · d5 біла тура · a4 чорний пішак · b4 чорний король · e4 чорний ферзь · h4 біла тура · a3 білий кінь · c3 білий кінь · g3 чорний кінь · a2 білий король · d2 білий пішак | b8 чорна тура · c7 білий ферзь · e7 чорний слон · a6 чорний пішак · a5 білий пішак · c5 чорний пішак · d5 біла тура · a4 чорний пішак · b4 чорний король · e4 чорний ферзь · h4 біла тура · a3 білий кінь · c3 білий кінь · g3 чорний кінь · a2 білий король · d2 білий пішак | b8 чорна тура · c7 білий ферзь · e7 чорний слон · a6 чорний пішак · a5 білий пішак · c5 чорний пішак · d5 біла тура · a4 чорний пішак · b4 чорний король · e4 чорний ферзь · h4 біла тура · a3 білий кінь · c3 білий кінь · g3 чорний кінь · a2 білий король · d2 білий пішак | b8 чорна тура · c7 білий ферзь · e7 чорний слон · a6 чорний пішак · a5 білий пішак · c5 чорний пішак · d5 біла тура · a4 чорний пішак · b4 чорний король · e4 чорний ферзь · h4 біла тура · a3 білий кінь · c3 білий кінь · g3 чорний кінь · a2 білий король · d2 білий пішак | 8 |
| 7 | b8 чорна тура · c7 білий ферзь · e7 чорний слон · a6 чорний пішак · a5 білий пішак · c5 чорний пішак · d5 біла тура · a4 чорний пішак · b4 чорний король · e4 чорний ферзь · h4 біла тура · a3 білий кінь · c3 білий кінь · g3 чорний кінь · a2 білий король · d2 білий пішак | b8 чорна тура · c7 білий ферзь · e7 чорний слон · a6 чорний пішак · a5 білий пішак · c5 чорний пішак · d5 біла тура · a4 чорний пішак · b4 чорний король · e4 чорний ферзь · h4 біла тура · a3 білий кінь · c3 білий кінь · g3 чорний кінь · a2 білий король · d2 білий пішак | b8 чорна тура · c7 білий ферзь · e7 чорний слон · a6 чорний пішак · a5 білий пішак · c5 чорний пішак · d5 біла тура · a4 чорний пішак · b4 чорний король · e4 чорний ферзь · h4 біла тура · a3 білий кінь · c3 білий кінь · g3 чорний кінь · a2 білий король · d2 білий пішак | b8 чорна тура · c7 білий ферзь · e7 чорний слон · a6 чорний пішак · a5 білий пішак · c5 чорний пішак · d5 біла тура · a4 чорний пішак · b4 чорний король · e4 чорний ферзь · h4 біла тура · a3 білий кінь · c3 білий кінь · g3 чорний кінь · a2 білий король · d2 білий пішак | b8 чорна тура · c7 білий ферзь · e7 чорний слон · a6 чорний пішак · a5 білий пішак · c5 чорний пішак · d5 біла тура · a4 чорний пішак · b4 чорний король · e4 чорний ферзь · h4 біла тура · a3 білий кінь · c3 білий кінь · g3 чорний кінь · a2 білий король · d2 білий пішак | b8 чорна тура · c7 білий ферзь · e7 чорний слон · a6 чорний пішак · a5 білий пішак · c5 чорний пішак · d5 біла тура · a4 чорний пішак · b4 чорний король · e4 чорний ферзь · h4 біла тура · a3 білий кінь · c3 білий кінь · g3 чорний кінь · a2 білий король · d2 білий пішак | b8 чорна тура · c7 білий ферзь · e7 чорний слон · a6 чорний пішак · a5 білий пішак · c5 чорний пішак · d5 біла тура · a4 чорний пішак · b4 чорний король · e4 чорний ферзь · h4 біла тура · a3 білий кінь · c3 білий кінь · g3 чорний кінь · a2 білий король · d2 білий пішак | b8 чорна тура · c7 білий ферзь · e7 чорний слон · a6 чорний пішак · a5 білий пішак · c5 чорний пішак · d5 біла тура · a4 чорний пішак · b4 чорний король · e4 чорний ферзь · h4 біла тура · a3 білий кінь · c3 білий кінь · g3 чорний кінь · a2 білий король · d2 білий пішак | 7 |
| 6 | b8 чорна тура · c7 білий ферзь · e7 чорний слон · a6 чорний пішак · a5 білий пішак · c5 чорний пішак · d5 біла тура · a4 чорний пішак · b4 чорний король · e4 чорний ферзь · h4 біла тура · a3 білий кінь · c3 білий кінь · g3 чорний кінь · a2 білий король · d2 білий пішак | b8 чорна тура · c7 білий ферзь · e7 чорний слон · a6 чорний пішак · a5 білий пішак · c5 чорний пішак · d5 біла тура · a4 чорний пішак · b4 чорний король · e4 чорний ферзь · h4 біла тура · a3 білий кінь · c3 білий кінь · g3 чорний кінь · a2 білий король · d2 білий пішак | b8 чорна тура · c7 білий ферзь · e7 чорний слон · a6 чорний пішак · a5 білий пішак · c5 чорний пішак · d5 біла тура · a4 чорний пішак · b4 чорний король · e4 чорний ферзь · h4 біла тура · a3 білий кінь · c3 білий кінь · g3 чорний кінь · a2 білий король · d2 білий пішак | b8 чорна тура · c7 білий ферзь · e7 чорний слон · a6 чорний пішак · a5 білий пішак · c5 чорний пішак · d5 біла тура · a4 чорний пішак · b4 чорний король · e4 чорний ферзь · h4 біла тура · a3 білий кінь · c3 білий кінь · g3 чорний кінь · a2 білий король · d2 білий пішак | b8 чорна тура · c7 білий ферзь · e7 чорний слон · a6 чорний пішак · a5 білий пішак · c5 чорний пішак · d5 біла тура · a4 чорний пішак · b4 чорний король · e4 чорний ферзь · h4 біла тура · a3 білий кінь · c3 білий кінь · g3 чорний кінь · a2 білий король · d2 білий пішак | b8 чорна тура · c7 білий ферзь · e7 чорний слон · a6 чорний пішак · a5 білий пішак · c5 чорний пішак · d5 біла тура · a4 чорний пішак · b4 чорний король · e4 чорний ферзь · h4 біла тура · a3 білий кінь · c3 білий кінь · g3 чорний кінь · a2 білий король · d2 білий пішак | b8 чорна тура · c7 білий ферзь · e7 чорний слон · a6 чорний пішак · a5 білий пішак · c5 чорний пішак · d5 біла тура · a4 чорний пішак · b4 чорний король · e4 чорний ферзь · h4 біла тура · a3 білий кінь · c3 білий кінь · g3 чорний кінь · a2 білий король · d2 білий пішак | b8 чорна тура · c7 білий ферзь · e7 чорний слон · a6 чорний пішак · a5 білий пішак · c5 чорний пішак · d5 біла тура · a4 чорний пішак · b4 чорний король · e4 чорний ферзь · h4 біла тура · a3 білий кінь · c3 білий кінь · g3 чорний кінь · a2 білий король · d2 білий пішак | 6 |
| 5 | b8 чорна тура · c7 білий ферзь · e7 чорний слон · a6 чорний пішак · a5 білий пішак · c5 чорний пішак · d5 біла тура · a4 чорний пішак · b4 чорний король · e4 чорний ферзь · h4 біла тура · a3 білий кінь · c3 білий кінь · g3 чорний кінь · a2 білий король · d2 білий пішак | b8 чорна тура · c7 білий ферзь · e7 чорний слон · a6 чорний пішак · a5 білий пішак · c5 чорний пішак · d5 біла тура · a4 чорний пішак · b4 чорний король · e4 чорний ферзь · h4 біла тура · a3 білий кінь · c3 білий кінь · g3 чорний кінь · a2 білий король · d2 білий пішак | b8 чорна тура · c7 білий ферзь · e7 чорний слон · a6 чорний пішак · a5 білий пішак · c5 чорний пішак · d5 біла тура · a4 чорний пішак · b4 чорний король · e4 чорний ферзь · h4 біла тура · a3 білий кінь · c3 білий кінь · g3 чорний кінь · a2 білий король · d2 білий пішак | b8 чорна тура · c7 білий ферзь · e7 чорний слон · a6 чорний пішак · a5 білий пішак · c5 чорний пішак · d5 біла тура · a4 чорний пішак · b4 чорний король · e4 чорний ферзь · h4 біла тура · a3 білий кінь · c3 білий кінь · g3 чорний кінь · a2 білий король · d2 білий пішак | b8 чорна тура · c7 білий ферзь · e7 чорний слон · a6 чорний пішак · a5 білий пішак · c5 чорний пішак · d5 біла тура · a4 чорний пішак · b4 чорний король · e4 чорний ферзь · h4 біла тура · a3 білий кінь · c3 білий кінь · g3 чорний кінь · a2 білий король · d2 білий пішак | b8 чорна тура · c7 білий ферзь · e7 чорний слон · a6 чорний пішак · a5 білий пішак · c5 чорний пішак · d5 біла тура · a4 чорний пішак · b4 чорний король · e4 чорний ферзь · h4 біла тура · a3 білий кінь · c3 білий кінь · g3 чорний кінь · a2 білий король · d2 білий пішак | b8 чорна тура · c7 білий ферзь · e7 чорний слон · a6 чорний пішак · a5 білий пішак · c5 чорний пішак · d5 біла тура · a4 чорний пішак · b4 чорний король · e4 чорний ферзь · h4 біла тура · a3 білий кінь · c3 білий кінь · g3 чорний кінь · a2 білий король · d2 білий пішак | b8 чорна тура · c7 білий ферзь · e7 чорний слон · a6 чорний пішак · a5 білий пішак · c5 чорний пішак · d5 біла тура · a4 чорний пішак · b4 чорний король · e4 чорний ферзь · h4 біла тура · a3 білий кінь · c3 білий кінь · g3 чорний кінь · a2 білий король · d2 білий пішак | 5 |
| 4 | b8 чорна тура · c7 білий ферзь · e7 чорний слон · a6 чорний пішак · a5 білий пішак · c5 чорний пішак · d5 біла тура · a4 чорний пішак · b4 чорний король · e4 чорний ферзь · h4 біла тура · a3 білий кінь · c3 білий кінь · g3 чорний кінь · a2 білий король · d2 білий пішак | b8 чорна тура · c7 білий ферзь · e7 чорний слон · a6 чорний пішак · a5 білий пішак · c5 чорний пішак · d5 біла тура · a4 чорний пішак · b4 чорний король · e4 чорний ферзь · h4 біла тура · a3 білий кінь · c3 білий кінь · g3 чорний кінь · a2 білий король · d2 білий пішак | b8 чорна тура · c7 білий ферзь · e7 чорний слон · a6 чорний пішак · a5 білий пішак · c5 чорний пішак · d5 біла тура · a4 чорний пішак · b4 чорний король · e4 чорний ферзь · h4 біла тура · a3 білий кінь · c3 білий кінь · g3 чорний кінь · a2 білий король · d2 білий пішак | b8 чорна тура · c7 білий ферзь · e7 чорний слон · a6 чорний пішак · a5 білий пішак · c5 чорний пішак · d5 біла тура · a4 чорний пішак · b4 чорний король · e4 чорний ферзь · h4 біла тура · a3 білий кінь · c3 білий кінь · g3 чорний кінь · a2 білий король · d2 білий пішак | b8 чорна тура · c7 білий ферзь · e7 чорний слон · a6 чорний пішак · a5 білий пішак · c5 чорний пішак · d5 біла тура · a4 чорний пішак · b4 чорний король · e4 чорний ферзь · h4 біла тура · a3 білий кінь · c3 білий кінь · g3 чорний кінь · a2 білий король · d2 білий пішак | b8 чорна тура · c7 білий ферзь · e7 чорний слон · a6 чорний пішак · a5 білий пішак · c5 чорний пішак · d5 біла тура · a4 чорний пішак · b4 чорний король · e4 чорний ферзь · h4 біла тура · a3 білий кінь · c3 білий кінь · g3 чорний кінь · a2 білий король · d2 білий пішак | b8 чорна тура · c7 білий ферзь · e7 чорний слон · a6 чорний пішак · a5 білий пішак · c5 чорний пішак · d5 біла тура · a4 чорний пішак · b4 чорний король · e4 чорний ферзь · h4 біла тура · a3 білий кінь · c3 білий кінь · g3 чорний кінь · a2 білий король · d2 білий пішак | b8 чорна тура · c7 білий ферзь · e7 чорний слон · a6 чорний пішак · a5 білий пішак · c5 чорний пішак · d5 біла тура · a4 чорний пішак · b4 чорний король · e4 чорний ферзь · h4 біла тура · a3 білий кінь · c3 білий кінь · g3 чорний кінь · a2 білий король · d2 білий пішак | 4 |
| 3 | b8 чорна тура · c7 білий ферзь · e7 чорний слон · a6 чорний пішак · a5 білий пішак · c5 чорний пішак · d5 біла тура · a4 чорний пішак · b4 чорний король · e4 чорний ферзь · h4 біла тура · a3 білий кінь · c3 білий кінь · g3 чорний кінь · a2 білий король · d2 білий пішак | b8 чорна тура · c7 білий ферзь · e7 чорний слон · a6 чорний пішак · a5 білий пішак · c5 чорний пішак · d5 біла тура · a4 чорний пішак · b4 чорний король · e4 чорний ферзь · h4 біла тура · a3 білий кінь · c3 білий кінь · g3 чорний кінь · a2 білий король · d2 білий пішак | b8 чорна тура · c7 білий ферзь · e7 чорний слон · a6 чорний пішак · a5 білий пішак · c5 чорний пішак · d5 біла тура · a4 чорний пішак · b4 чорний король · e4 чорний ферзь · h4 біла тура · a3 білий кінь · c3 білий кінь · g3 чорний кінь · a2 білий король · d2 білий пішак | b8 чорна тура · c7 білий ферзь · e7 чорний слон · a6 чорний пішак · a5 білий пішак · c5 чорний пішак · d5 біла тура · a4 чорний пішак · b4 чорний король · e4 чорний ферзь · h4 біла тура · a3 білий кінь · c3 білий кінь · g3 чорний кінь · a2 білий король · d2 білий пішак | b8 чорна тура · c7 білий ферзь · e7 чорний слон · a6 чорний пішак · a5 білий пішак · c5 чорний пішак · d5 біла тура · a4 чорний пішак · b4 чорний король · e4 чорний ферзь · h4 біла тура · a3 білий кінь · c3 білий кінь · g3 чорний кінь · a2 білий король · d2 білий пішак | b8 чорна тура · c7 білий ферзь · e7 чорний слон · a6 чорний пішак · a5 білий пішак · c5 чорний пішак · d5 біла тура · a4 чорний пішак · b4 чорний король · e4 чорний ферзь · h4 біла тура · a3 білий кінь · c3 білий кінь · g3 чорний кінь · a2 білий король · d2 білий пішак | b8 чорна тура · c7 білий ферзь · e7 чорний слон · a6 чорний пішак · a5 білий пішак · c5 чорний пішак · d5 біла тура · a4 чорний пішак · b4 чорний король · e4 чорний ферзь · h4 біла тура · a3 білий кінь · c3 білий кінь · g3 чорний кінь · a2 білий король · d2 білий пішак | b8 чорна тура · c7 білий ферзь · e7 чорний слон · a6 чорний пішак · a5 білий пішак · c5 чорний пішак · d5 біла тура · a4 чорний пішак · b4 чорний король · e4 чорний ферзь · h4 біла тура · a3 білий кінь · c3 білий кінь · g3 чорний кінь · a2 білий король · d2 білий пішак | 3 |
| 2 | b8 чорна тура · c7 білий ферзь · e7 чорний слон · a6 чорний пішак · a5 білий пішак · c5 чорний пішак · d5 біла тура · a4 чорний пішак · b4 чорний король · e4 чорний ферзь · h4 біла тура · a3 білий кінь · c3 білий кінь · g3 чорний кінь · a2 білий король · d2 білий пішак | b8 чорна тура · c7 білий ферзь · e7 чорний слон · a6 чорний пішак · a5 білий пішак · c5 чорний пішак · d5 біла тура · a4 чорний пішак · b4 чорний король · e4 чорний ферзь · h4 біла тура · a3 білий кінь · c3 білий кінь · g3 чорний кінь · a2 білий король · d2 білий пішак | b8 чорна тура · c7 білий ферзь · e7 чорний слон · a6 чорний пішак · a5 білий пішак · c5 чорний пішак · d5 біла тура · a4 чорний пішак · b4 чорний король · e4 чорний ферзь · h4 біла тура · a3 білий кінь · c3 білий кінь · g3 чорний кінь · a2 білий король · d2 білий пішак | b8 чорна тура · c7 білий ферзь · e7 чорний слон · a6 чорний пішак · a5 білий пішак · c5 чорний пішак · d5 біла тура · a4 чорний пішак · b4 чорний король · e4 чорний ферзь · h4 біла тура · a3 білий кінь · c3 білий кінь · g3 чорний кінь · a2 білий король · d2 білий пішак | b8 чорна тура · c7 білий ферзь · e7 чорний слон · a6 чорний пішак · a5 білий пішак · c5 чорний пішак · d5 біла тура · a4 чорний пішак · b4 чорний король · e4 чорний ферзь · h4 біла тура · a3 білий кінь · c3 білий кінь · g3 чорний кінь · a2 білий король · d2 білий пішак | b8 чорна тура · c7 білий ферзь · e7 чорний слон · a6 чорний пішак · a5 білий пішак · c5 чорний пішак · d5 біла тура · a4 чорний пішак · b4 чорний король · e4 чорний ферзь · h4 біла тура · a3 білий кінь · c3 білий кінь · g3 чорний кінь · a2 білий король · d2 білий пішак | b8 чорна тура · c7 білий ферзь · e7 чорний слон · a6 чорний пішак · a5 білий пішак · c5 чорний пішак · d5 біла тура · a4 чорний пішак · b4 чорний король · e4 чорний ферзь · h4 біла тура · a3 білий кінь · c3 білий кінь · g3 чорний кінь · a2 білий король · d2 білий пішак | b8 чорна тура · c7 білий ферзь · e7 чорний слон · a6 чорний пішак · a5 білий пішак · c5 чорний пішак · d5 біла тура · a4 чорний пішак · b4 чорний король · e4 чорний ферзь · h4 біла тура · a3 білий кінь · c3 білий кінь · g3 чорний кінь · a2 білий король · d2 білий пішак | 2 |
| 1 | b8 чорна тура · c7 білий ферзь · e7 чорний слон · a6 чорний пішак · a5 білий пішак · c5 чорний пішак · d5 біла тура · a4 чорний пішак · b4 чорний король · e4 чорний ферзь · h4 біла тура · a3 білий кінь · c3 білий кінь · g3 чорний кінь · a2 білий король · d2 білий пішак | b8 чорна тура · c7 білий ферзь · e7 чорний слон · a6 чорний пішак · a5 білий пішак · c5 чорний пішак · d5 біла тура · a4 чорний пішак · b4 чорний король · e4 чорний ферзь · h4 біла тура · a3 білий кінь · c3 білий кінь · g3 чорний кінь · a2 білий король · d2 білий пішак | b8 чорна тура · c7 білий ферзь · e7 чорний слон · a6 чорний пішак · a5 білий пішак · c5 чорний пішак · d5 біла тура · a4 чорний пішак · b4 чорний король · e4 чорний ферзь · h4 біла тура · a3 білий кінь · c3 білий кінь · g3 чорний кінь · a2 білий король · d2 білий пішак | b8 чорна тура · c7 білий ферзь · e7 чорний слон · a6 чорний пішак · a5 білий пішак · c5 чорний пішак · d5 біла тура · a4 чорний пішак · b4 чорний король · e4 чорний ферзь · h4 біла тура · a3 білий кінь · c3 білий кінь · g3 чорний кінь · a2 білий король · d2 білий пішак | b8 чорна тура · c7 білий ферзь · e7 чорний слон · a6 чорний пішак · a5 білий пішак · c5 чорний пішак · d5 біла тура · a4 чорний пішак · b4 чорний король · e4 чорний ферзь · h4 біла тура · a3 білий кінь · c3 білий кінь · g3 чорний кінь · a2 білий король · d2 білий пішак | b8 чорна тура · c7 білий ферзь · e7 чорний слон · a6 чорний пішак · a5 білий пішак · c5 чорний пішак · d5 біла тура · a4 чорний пішак · b4 чорний король · e4 чорний ферзь · h4 біла тура · a3 білий кінь · c3 білий кінь · g3 чорний кінь · a2 білий король · d2 білий пішак | b8 чорна тура · c7 білий ферзь · e7 чорний слон · a6 чорний пішак · a5 білий пішак · c5 чорний пішак · d5 біла тура · a4 чорний пішак · b4 чорний король · e4 чорний ферзь · h4 біла тура · a3 білий кінь · c3 білий кінь · g3 чорний кінь · a2 білий король · d2 білий пішак | b8 чорна тура · c7 білий ферзь · e7 чорний слон · a6 чорний пішак · a5 білий пішак · c5 чорний пішак · d5 біла тура · a4 чорний пішак · b4 чорний король · e4 чорний ферзь · h4 біла тура · a3 білий кінь · c3 білий кінь · g3 чорний кінь · a2 білий король · d2 білий пішак | 1 |
|   | a | b | c | d | e | f | g | h |   |

FEN: 1r6/2Q1b3/p7/P1pR4/pk2q2R/N1N3n1/K2P4/8
1. Rd3? ~ 2. Sd5#
1. ... c4 Sc2#, 1. ... Bxh4! 
1. Re5! ~ 2. Sd5#
1. ... c4 2. Qxe7#
Тема виражена в хибній грі і в рішенні.